# FK Atyrau
Atyrau Futboł Kłuby (kaz. Атырау Футбол Клубы) – kazachski klub piłkarski z siedzibą w Atyrau, grający w kazachskiej Priemjer Ligasy.

## Historia
Chronologia nazw:
- 1978–1981: Prikaspijec Gurjew (kaz. Прикаспиец Гурьев)
- 2000: Ak Żajyk Atyrau (kaz. Ак Жайық Атырау)
- 2001–...: Atyrau Futboł Kłuby (kaz. Атырау Футбол Клубы)

Klub założony został w 1978 jako Prikaspijec Gurjew. W 1980 debiutował we Wtoroj Lidze, strefie 7 Mistrzostw ZSRR. W następnym sezonie zajął przedostatnie 18. miejsce i pożegnał się z rozgrywkami na szczeblu profesjonalnym.
Dopiero w 2000 klub został odrodzony jako Ak Żajyk Atyrau i debiutował w Birinszi liga, gdzie w turnieju finałowym zajął tylko 4. miejsce. Ale tak jak w następnym sezonie najwyższa liga została poszerzona, to klub awansował do Wysszej Ligi. Od 2001 klub nazywa się FK Atyrau.

## Skład
Aktualny na dzień 27 lipca 2022
| Nr | Poz. | Piłkarz               |
| -- | ---- | --------------------- |
| 1  | BR   | Azamat Żomartow       |
| 2  | OB   | Adi Adambajew         |
| 3  | OB   | Rawil Ibragimow       |
| 5  | PO   | Domantas Antanavičius |
| 6  | PO   | Ałtynbek Saparow      |
| 7  | NA   | Asyłbek Sejtkalijew   |
| 8  | PO   | Sosłan Takułow        |
| 10 | NA   | Piotr Grzelczak       |
| 11 | NA   | Andrija Filipović     |
| 13 | OB   | Nikołaj Tarasow       |
| 15 | OB   | Aleksandr Sokolenko   |
| 16 | BR   | Ilja Karawajew        |
| 17 | NA   | Denis Mitrofanow      |

| Nr | Poz. | Piłkarz                    |
| -- | ---- | -------------------------- |
| 19 | NA   | Anatolij Katricz           |
| 21 | NA   | Pawieł Dołgow              |
| 23 | OB   | Amandyk Nabichanow         |
| 24 | OB   | Rauan Amanżoł              |
| 25 | OB   | Paweł Baranowski           |
| 27 | OB   | Danijar Urda               |
| 28 | NA   | Jurij Zawiezion            |
| 30 | OB   | Matheus Bissi              |
| 35 | BR   | Nurasył Tochtarow          |
| 43 | PO   | Todor Petrović             |
| 77 | BR   | Aram Hajrapetjan (kapitan) |
| 87 | NA   | Arsen Serikkaliew          |
| 88 | PO   | Dmitrij Pletniow           |

## Sukcesy
- Wtoraja Liga ZSRR, strefa 7: 18. miejsce (1981)
- Priemjer-Liga: 2. miejsce (2001, 2002)
- Puchar Kazachstanu: zdobywca (2009)
- Superpuchar Kazachstanu: finalista (2010)
- Puchar UEFA: 1. runda eliminacyjna (2002/03, 2003/04)

## Europejskie puchary
Legenda do wszystkich tabel:
- Q – runda eliminacyjna, 1/16, 1/8, 1/4, 1/2 – odpowiednia faza rozgrywek, Grupa – runda grupowa, 1r gr – pierwsza runda grupowa, 2r gr – druga runda grupowa, F – finał, R – runda, PO – play-off
- k. – rzuty karne, los. – losowanie, Dogr. – dogrywka, w. – zasada bramek strzelonych na wyjeździe

| Sezon   | Rozgrywki   | Runda | Klub         | Dom | Wyjazd | Ogólnie |
| ------- | ----------- | ----- | ------------ | --- | ------ | ------- |
| 2002/03 | Puchar UEFA | 1Q    | FK Púchov    | 0–0 | 0–2    | 0–2     |
| 2003/04 | Puchar UEFA | 1Q    | Lewski Sofia | 1–4 | 0–2    | 1–6     |
| 2010/11 | Liga Europy | 2Q    | Győr         | 0–3 | 0–2    | 0–5     |